# مراد غيراي
مراد غيراي أو مراد كراى (1627-1695) كان خان القرم الذي حكم ما بين سنتي 1678م-1683م في عهد السلطان العثماني محمد الرابع .

## النسب
مراد هو ابن مبارك سلطان غيراي وحفيد الخان سيلامي الأول غيراي. وهو أيضا شقيق المؤرخ درويش محمد غيراي، ومراد يعد من عائلة غيراي التي حكمت القرم تحت التبعية العثمانية.

## فترة الحكم
خلف ابن عمه سليم الأول غيراي في يناير 1678. وخلال فترة حكمه في 1680 ذهبت سفارة التتار إلى فيينا من أجل تطوير العلاقة مع النمسا. هذه العلاقات المباشرة مع النمسا أثارت الشك عند الباب العالي فطالب السلطان محمد الرابع لوضع حد لهذه العلاقات وقطعها فورا كون النمسا العدو الأول للعثمانيين. وفي العام نفسه، مستفيدا من ضعف القيصر فيودور الثالث، قام بتنظيم حملة عسكرية اجتاحت جنوب روسيا.
في 1683، شارك مع القوات العثمانية في حصار فيينا وذلك بمشاركة أربعون ألف جندي من تتار القرم في الحصار إلى جانب العثمانيين ، عرف مراد خلال فترة الحصار خلافات مع الصدر الأعظم قرة مصطفى باشا أدى إلى فشل الحصار وخسارة العثمانيين المعركة ، بعد 5 سنوات و6 أشهر من الحملة تمت محاكمته بتهمة الخيانة واقامة المشاكل وسط الجيش في أكتوبر 1683. 

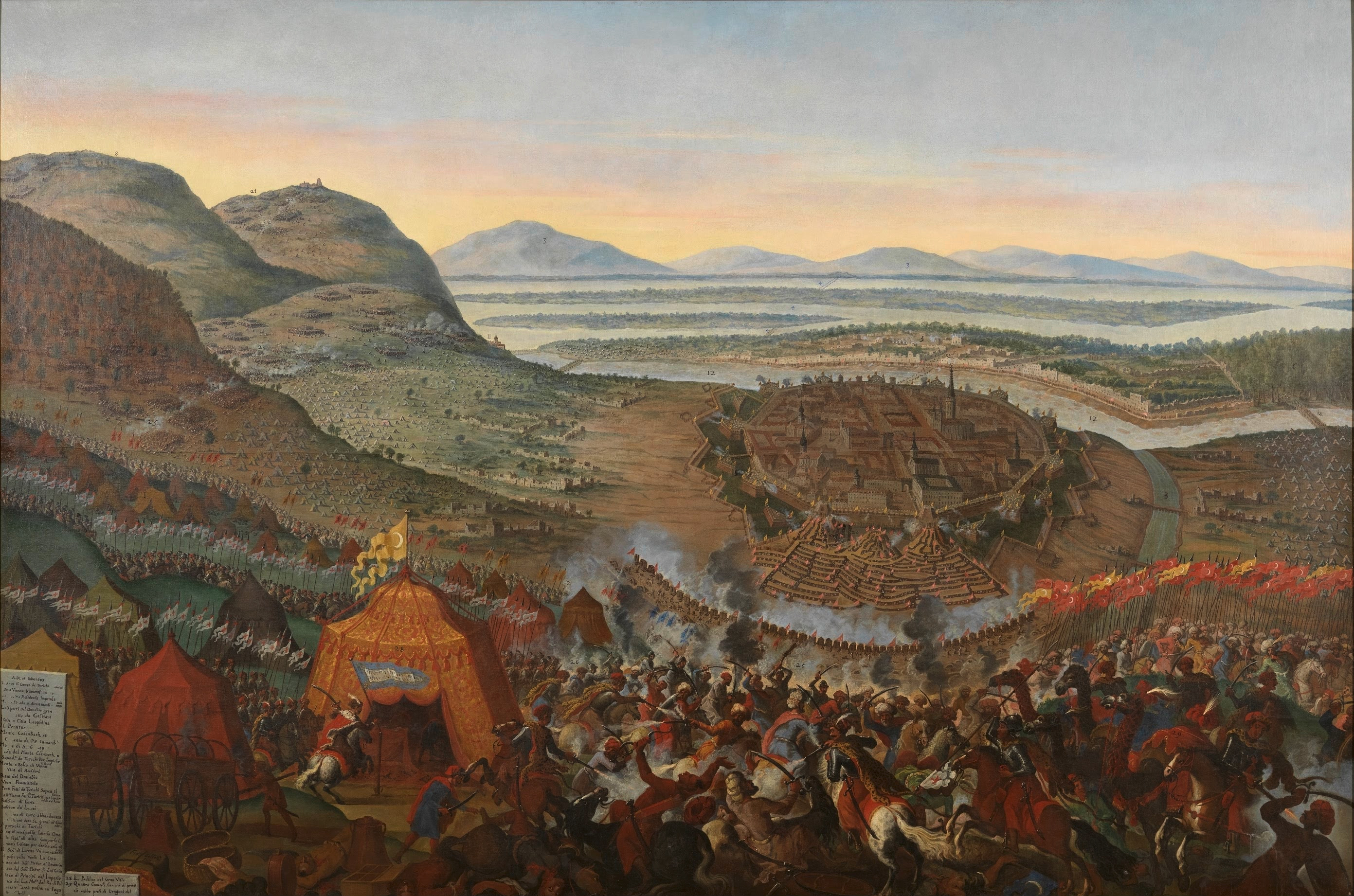
الحصار العثماني الثاني لفيينا

## النفي والوفاة
بعد افادته، نفي إلى سيرايلي بالقرب من يامبل، اين توفي عام 1695 بعد تجريده من منصبه كخان للقرم وعين في مكانه حاجي الثاني غيراي.

## مواضيع مرتبطة
- خانية القرم
- تتار القرم